# Andy Karl
Andy Karl, all'anagrafe Andrew Karl Cesewski (New York, 28 agosto 1973) è un attore e cantante statunitense.

## Biografia
È noto soprattutto come interprete di musical e ha recitato a Broadway nei musical La febbre del sabato sera (2000), The Widding Singer (2006), Legally Blonde (2007), 9 to 5 (2009), Wicked (2010), Jersey Boys (2011), The Mystery of Edwind Drood (2012), Rocky (2014), On the Twentieth Century (2015), Groundhog Day (2017), Pretty Woman (2018) e Into the Woods (2022). 
Nel 2016 debutta a Londra, all'Old Vic, nella prima produzione di Groundhog Day, per cui ha vinto il Laurence Olivier Award al miglior attore in un musical nel 2017. È stato candidato tre volte al Tony Award: al miglior attore in un musical per Rocky nel 2014, al miglior attore non protagonista in un musical nel 2015 per On The Twentieth Century e nuovamente al migliore attore protagonista per Groundhog Day nel 2017.

### Vita privata
È stato sposato con l'attrice e cantante Orfeh, sua collega in La febbre del sabato sera, Legally Blonde e Pretty Woman, dal 2001 al 2024.

## Filmografia

### Cinema
- New York, I Love You (2009)
- Joyful Noise - Armonie del cuore (Joyful Noise), regia di Todd Graff (2012)
- Mai così vicini (And So It Goes), regia di Rob Rein (2014)
- Little Men, regia di Ira Sachs (2016)
- Here After - Anime gemelle (Here After), regia di Harry Greenberger (2020)
- Atrabilious, regia di William Atticus Parker (2023)

### Televisione
- Forever - serie TV, 1 episodio (2015)
- Law & Order - Unità vittime speciali - serie TV, 23 episodi (2015-2016)
- The Good Fight - serie TV, 1 episodio (2021)
- Blue Bloods – serie TV, episodio 12x15 (2022)

## Teatrografia

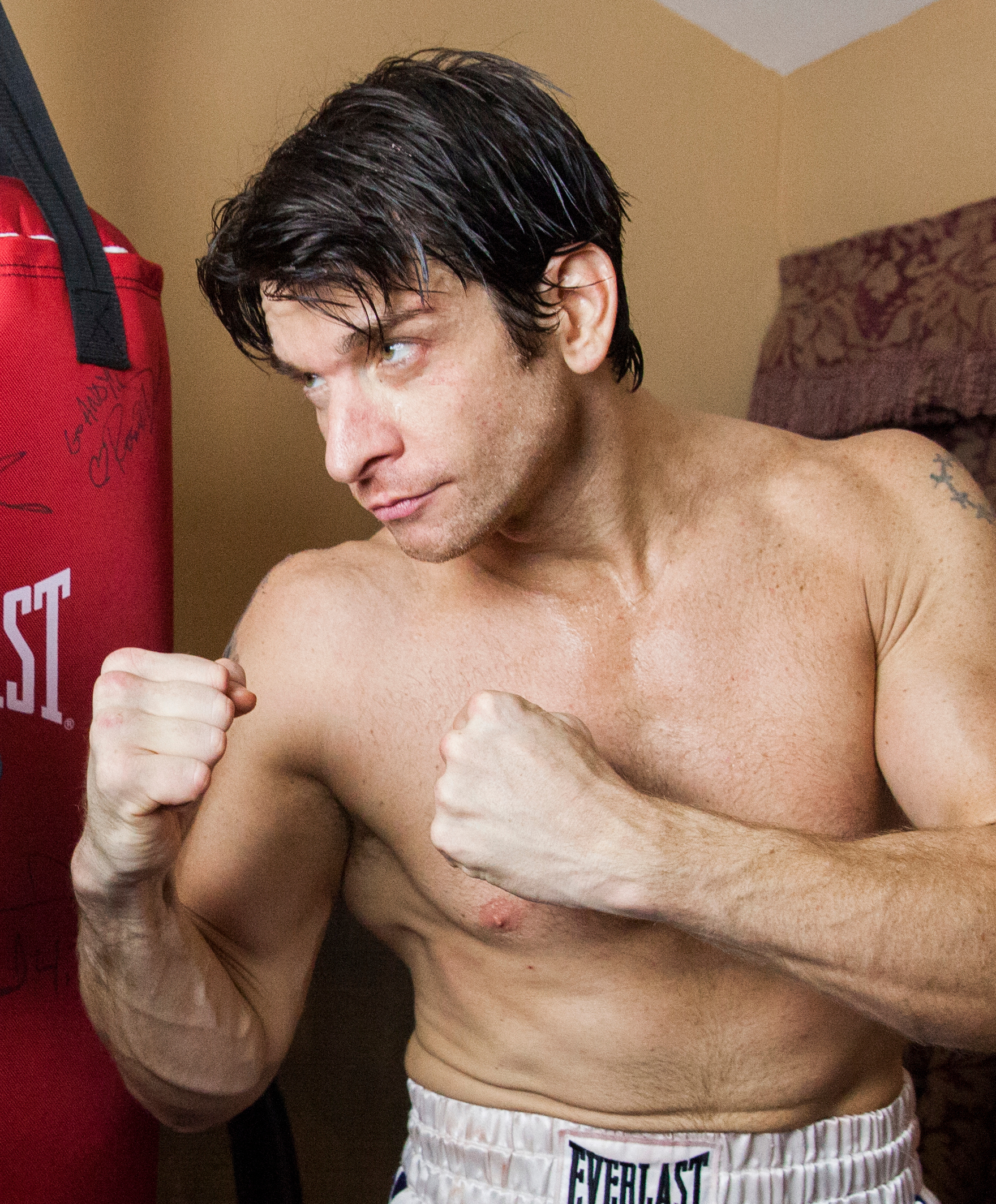
Andy Karl in (2012)

- The Who's Tommy, tour statunitense (1994)
- Cats, tour statunitense (1998)
- Saturday Night Fever, Minskoff Theatre di Broadway (2000)
- Saturday Night, Second Stage Theatre dell'Off-Broadway (2000)
- Romeo and Bernadette, Paper Mill Playhouse di Millburn (2003)
- Grease, Paper Mill Playhouse di Millburn (2003)
- On the Record, tour statunitense (2004-2005)
- Altar Boyz, New World Stages (2005)
- Slut, American Theater of Actors (2005)
- Bright Lights, Big City, Prince Music Theatre di Filadelfia (2006)
- The Wedding Singer, Al Hirschfeld Theatre di Broadway (2006)
- Legally Blonde, Palace Theatre di Broadway (2006-2008)
- 9 to 5, Marquis Theatre di Broadway (2009)
- Wicked, Gershwin Theatre di Broadway (2010)
- Jersey Boys, August Wilson Theatre di Broadway (2011-2013)
- The Mystery of Edwin Drood, Studio 54 di Broadway (2012-2013)
- Rocky, Winter Garden Theatre di Broadway (2014)
- On the Twentieth Century, American Airlines Theatre di Broadway (2015)
- Groundhog Day, Old Vic di Londra (2016), August Wilson Theatre (2017)
- Pretty Woman - The Musical, Nederlander Theatre di Broadway (2018-2019)
- Into the Woods, Saint James Theatre di Broadway (2022), Kennedy Center di Washington (2023)
- Groundhog Day, Old Vic di Londra (2023), Princess Theatre di Melbourne (2024)

## Riconoscimenti
- Tony Award
  - 2014 – Candidatura per il miglior attore protagonista in un musical per Rocky
  - 2015 – Candidatura per il miglior attore non protagonista in un musical per On the Twentieth Century
  - 2017 – Candidatura per il miglior attore protagonista in un musical per Groundhog Day
- Premio Laurence Olivier
  - 2017 – Miglior attore in un musical per Groundhog Day
- Drama Desk Award
  - 2013 – Candidatura per il miglior attore non protagonista in un musical per The Mystery of Edwin Drood
  - 2014 – Candidatura per il miglior attore in un musical per Rocky
  - 2015 – Candidatura per il miglior attore non protagonista in un musical per On the Twentieth Century
  - 2017 – Miglior attore protagonista in un musical per Groundhog Day
- Drama League Award
  - 2015 – Candidatura per la miglior performance per On the Twentieth Century
  - 2017 – Candidatura per la miglior performance per Groundhog Day
- Outer Critics Circle Award
  - 2014 – Candidatura per il miglior attore in un musical per Rocky
  - 2015 – Miglior attore non protagonista in un musical per On the Twentieth Century
  - 2017 – Miglior attore protagonista in un musical per Groundhog Day

## Doppiatori italiani
Nelle versioni in italiano delle opere in cui ha recitato, Andy Karl è stato doppiato da:
- Riccardo Niseem Onorato in Mai così vicini
- Simone D'Andrea in Law & Order - Unità vittime speciali
- Stefano Crescentini in Blue Bloods